# Bethon
Ne doit pas être confondu avec Béthon.
Bethon est une commune française, située dans le département de la Marne en région Grand Est.

## Géographie

### Communes limitrophes
Les communes limitrophes sont  Chantemerle, La Forestière, Montgenost, Nesle-la-Reposte et Potangis.
| Nesle-la-Reposte | La Forestière |             |
| Montgenost       | Bethon        | Chantemerle |
|                  |               | Potangis    |

### Hydrographie

#### Réseau hydrographique
La commune est dans la région hydrographique « la Seine de sa source au confluent de l'Oise (exclu) » au sein du bassin Seine-Normandie. Elle est drainée par le canal 01 du Bois Communal, le Fossé 01 de l'Étang de la Rochelle et le Fossé 01 de l'Étang d'Oliveux,.

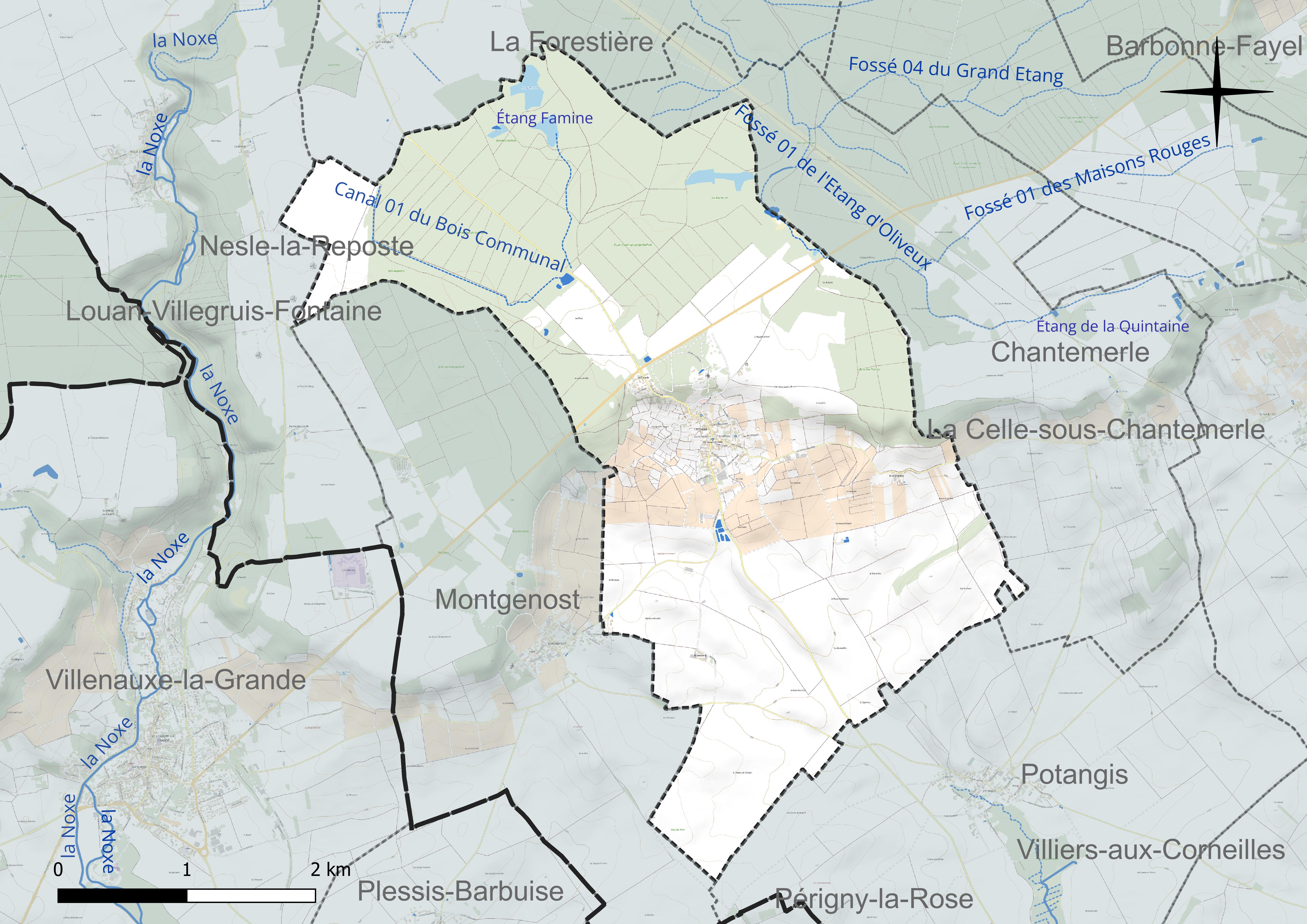
Réseau hydrographique de Bethon.

Deux plans d'eau complètent le réseau hydrographique : le plan d'eau 1 de la commune de Bethon, d'une superficie totale de 0,8 ha (0,4 ha sur la commune) et l'étang Famine (0,1 ha),.

#### Gestion et qualité des eaux
Le territoire communal est couvert par le schéma d'aménagement et de gestion des eaux (SAGE) « Bassée Voulzie ». Ce document de planification concerne le territoire du bassin versant de l'Armançon qui s’étend sur 1 710 km2 et se répartit sur trois départements (l'Aube, l'Yonne et la Marne). Le périmètre a été rrêté le 2 septembre 2016, le diagnostic  a été validé le 29 novembre 20220. La structure porteuse de l'élaboration et de la mise en œuvre est le Syndicat mixte ouvert de l’eau potable, de l’assainissement collectif, de l’assainissement non collectif, des milieux aquatiques et de la démoustication (SDDEA). 
La qualité des cours d’eau peut être consultée sur un site dédié géré par les agences de l’eau et l’Agence française pour la biodiversité. 

### Climat
Pour des articles plus généraux, voir Climat du Grand Est et Climat de la Marne.
En 2010, le climat de la commune est de type climat océanique dégradé des plaines du Centre et du Nord, selon une étude du Centre national de la recherche scientifique s'appuyant sur une série de données couvrant la période 1971-2000. En 2020, Météo-France publie une typologie des climats de la France métropolitaine dans laquelle la commune est exposée à un climat océanique altéré et est dans la région climatique  Nord-est du bassin Parisien, caractérisée par un ensoleillement médiocre, une pluviométrie moyenne régulièrement répartie au cours de l’année et un hiver froid (3 °C). 
Pour la période 1971-2000, la température annuelle moyenne est de 10,6 °C, avec une amplitude thermique annuelle de 15,3 °C. Le cumul annuel moyen de précipitations est de 768 mm, avec 12,4 jours de précipitations en janvier et 7,8 jours en juillet. Pour la période 1991-2020, la température moyenne annuelle observée sur la station météorologique de Météo-France la plus proche, « Romilly », sur la commune de Romilly-sur-Seine à 14 km à vol d'oiseau, est de 11,2 °C et le cumul annuel moyen de précipitations est de 619,5 mm. 
La température maximale relevée sur cette station est de 42,3 °C, atteinte le 25 juillet 2019 ; la température minimale est de −25,2 °C, atteinte le 6 janvier 1971,,. 
Les paramètres climatiques de la commune ont été estimés pour le milieu du siècle (2041-2070) selon différents scénarios d'émission de gaz à effet de serre à partir des nouvelles projections climatiques de référence DRIAS-2020. Ils sont consultables sur un site dédié publié par Météo-France en novembre 2022.

## Urbanisme

### Typologie
Au 1er janvier 2024, Bethon est catégorisée commune rurale à habitat dispersé, selon la nouvelle grille communale de densité à sept niveaux définie par l'Insee en 2022.
Elle est située hors unité urbaine et hors attraction des villes,.

### Occupation des sols

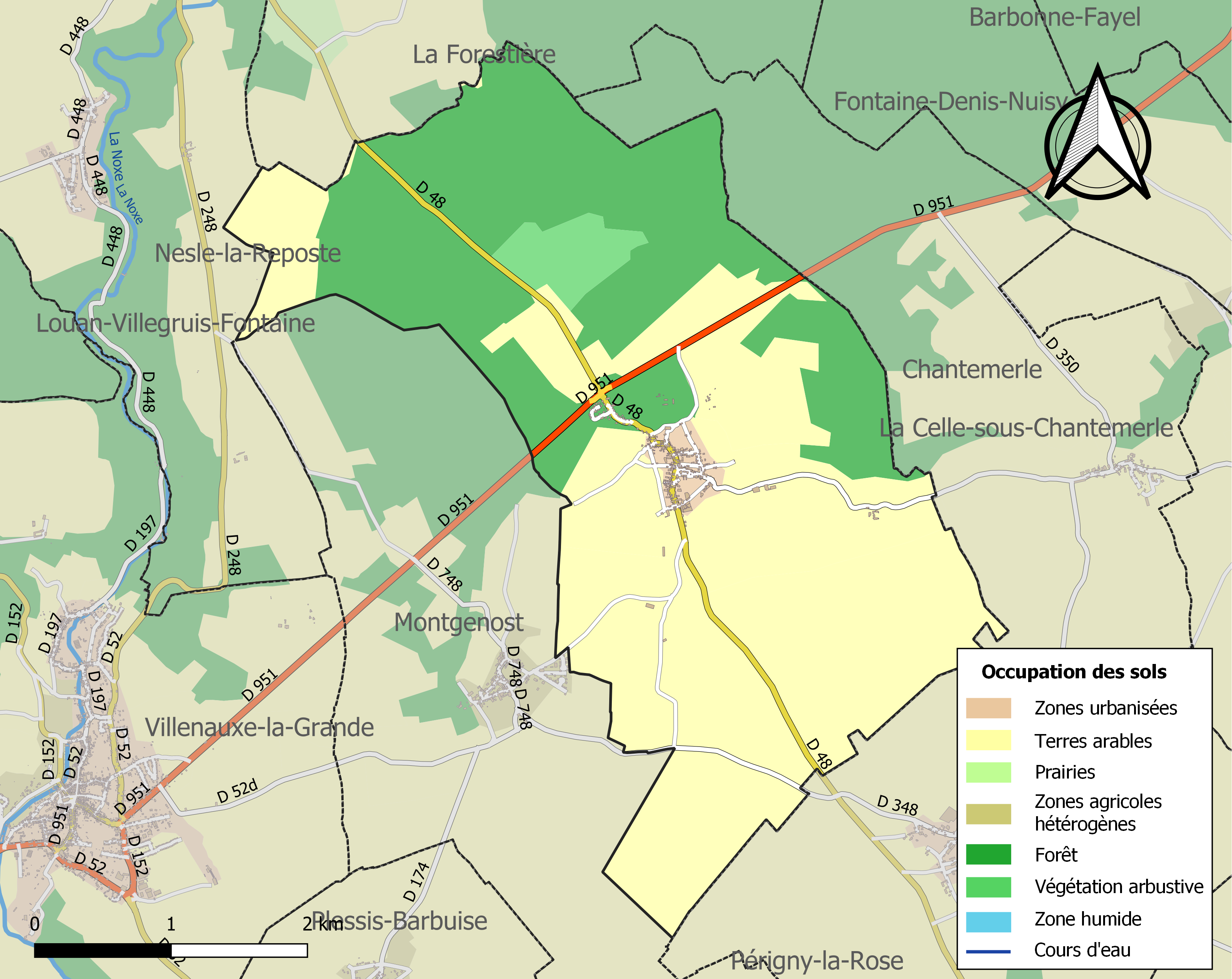
Carte des infrastructures et de l'occupation des sols de la commune en 2018 (CLC).

L'occupation des sols de la commune, telle qu'elle ressort de la base de données européenne d’occupation biophysique des sols Corine Land Cover (CLC), est marquée par l'importance des territoires agricoles (58,3 % en 2018), une proportion sensiblement équivalente à celle de 1990 (57,9 %). La répartition détaillée en 2018 est la suivante : 
terres arables (45,3 %), forêts (37,3 %), cultures permanentes (12,9 %), milieux à végétation arbustive et/ou herbacée (2,8 %), zones urbanisées (1,6 %), zones agricoles hétérogènes (0,1 %). L'évolution de l’occupation des sols de la commune et de ses infrastructures peut être observée sur les différentes représentations cartographiques du territoire : la carte de Cassini (XVIIIe siècle), la carte d'état-major (1820-1866) et les cartes ou photos aériennes de l'IGN pour la période actuelle (1950 à aujourd'hui).

## Toponymie
Le nom de la localité est attesté sous les formes Villa Fons Bethunie (vers 1146) ; Fons Betonis (1147) ; Fons Betun (1209) ; Fons Beton (1209) ; Fontenne-Beton (1371) ; Fontaine-Bethon (1421 ) ; Beton (1459) ; Fontaines-Beton (1465) ; Fontaine-Beton (1526) ; Bethon (1526) ; Fontaines-Bethon (1588) ; Fontaine-Betton (1672) ; Sous la Révolution, la commune est également appelée Fontaine-Bethon, ancienne dénomination de la commune de Bethon.

Toponymes formés de Fontaine suivi d'un second élément parfois déformé pour ressembler à un autre terme plus familier, il ressort malgré tout qu'il s'agissait, probablement, à l'origine d'un anthroponyme germanique, Bethon.

## Histoire
Le village de Fontaine-Bethon, appartenant de nos jours au département de la Marne, faisait jadis partie de l'ancien diocèse de Troyes. Il est situé non loin des limites du canton de Villenauxe, tout près de Montgenost.

## Politique et administration
| Période                                  | Période  | Identité                                             | Étiquette | Qualité                        |
| ---------------------------------------- | -------- | ---------------------------------------------------- | --------- | ------------------------------ |
| Les données manquantes sont à compléter. |          |                                                      |           |                                |
| avant 1981                               | ?        | Jean-Claude Rérat                                    | DVG       |                                |
| 1995                                     | 2009     | Geneviève Barrat                                     |           |                                |
| 2009                                     | En cours | Daniel Gomes de Pinho Réélu pour le mandat 2020-2026 |           | Réélu pour le mandat 2014-2020 |

## Démographie
L'évolution du nombre d'habitants est connue à travers les recensements de la population effectués dans la commune depuis 1793. Pour les communes de moins de 10 000 habitants, une enquête de recensement portant sur toute la population est réalisée tous les cinq ans, les populations de référence des années intermédiaires étant quant à elles estimées par interpolation ou extrapolation. Pour la commune, le premier recensement exhaustif entrant dans le cadre du nouveau dispositif a été réalisé en 2005.

En 2022, la commune comptait 228 habitants, en évolution de −19,15 % par rapport à 2016 (Marne : −1,19 %, France hors Mayotte : +2,11 %).
| 1793 | 1800 | 1806 | 1821 | 1831 | 1836 | 1841 | 1846 | 1851 |
| ---- | ---- | ---- | ---- | ---- | ---- | ---- | ---- | ---- |
| 450  | 503  | 572  | 475  | 553  | 584  | 595  | 633  | 624  |

| 1856 | 1861 | 1866 | 1872 | 1876 | 1881 | 1886 | 1891 | 1896 |
| ---- | ---- | ---- | ---- | ---- | ---- | ---- | ---- | ---- |
| 657  | 677  | 686  | 630  | 628  | 585  | 569  | 548  | 523  |

| 1901 | 1906 | 1911 | 1921 | 1926 | 1931 | 1936 | 1946 | 1954 |
| ---- | ---- | ---- | ---- | ---- | ---- | ---- | ---- | ---- |
| 479  | 449  | 436  | 351  | 320  | 325  | 329  | 295  | 270  |

| 1962 | 1968 | 1975 | 1982 | 1990 | 1999 | 2005 | 2006 | 2010 |
| ---- | ---- | ---- | ---- | ---- | ---- | ---- | ---- | ---- |
| 285  | 319  | 300  | 296  | 291  | 274  | 272  | 269  | 280  |

| 2015 | 2020 | 2022 | - | - | - | - | - | - |
| ---- | ---- | ---- | - | - | - | - | - | - |
| 284  | 242  | 228  | - | - | - | - | - | - |

## Culture et patrimoine

### Lieux et monuments
- L'église Saint-Serein, « église », notice no PA00078591, sur la plateforme ouverte du patrimoine, base Mérimée, ministère français de la Culture  du XVIe siècle avec son coq ornant son clocher.
- Le château de Bethon est situé sur la colline du village. Il est privé.

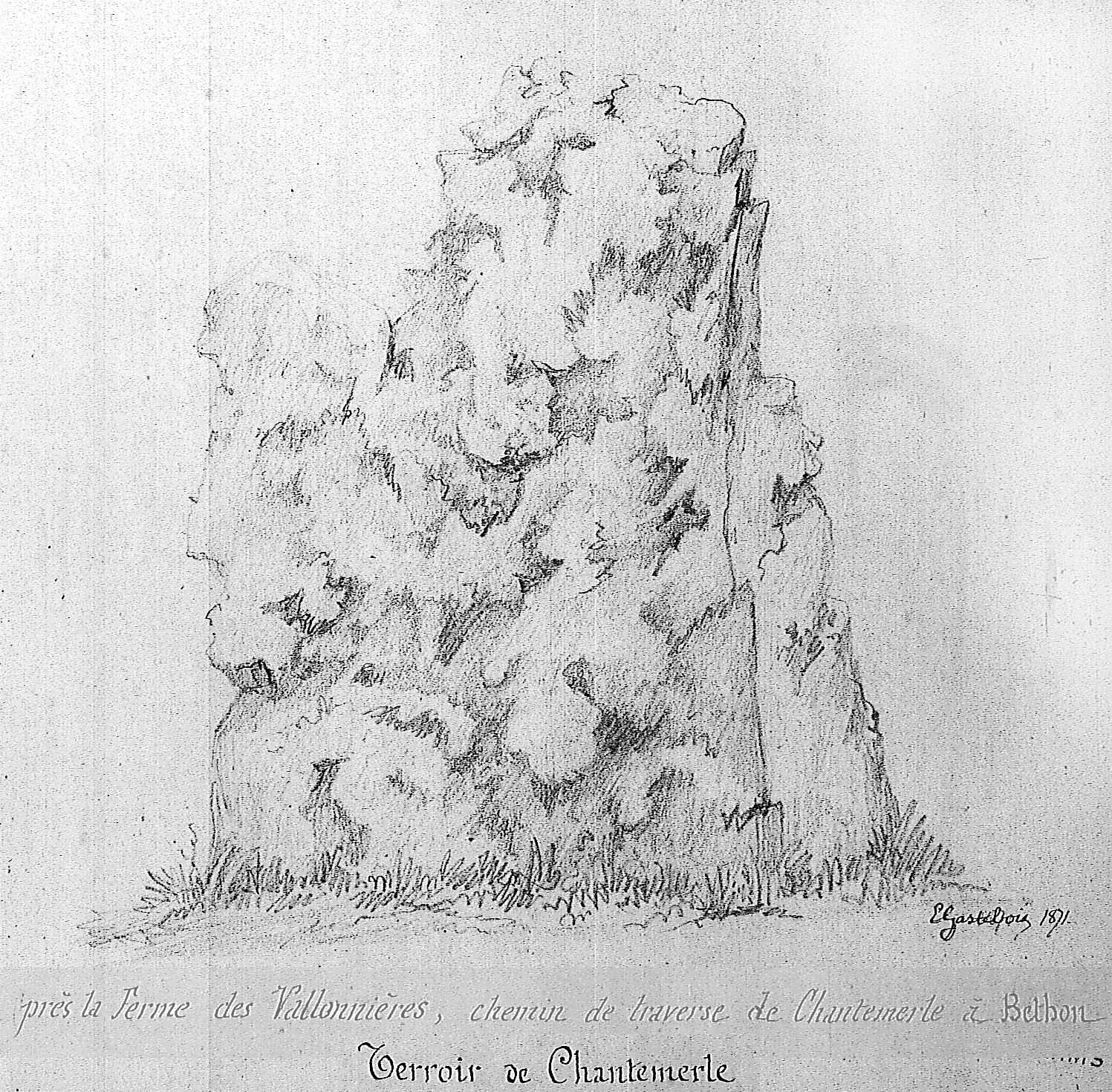
La pierre Saint-Antoine.
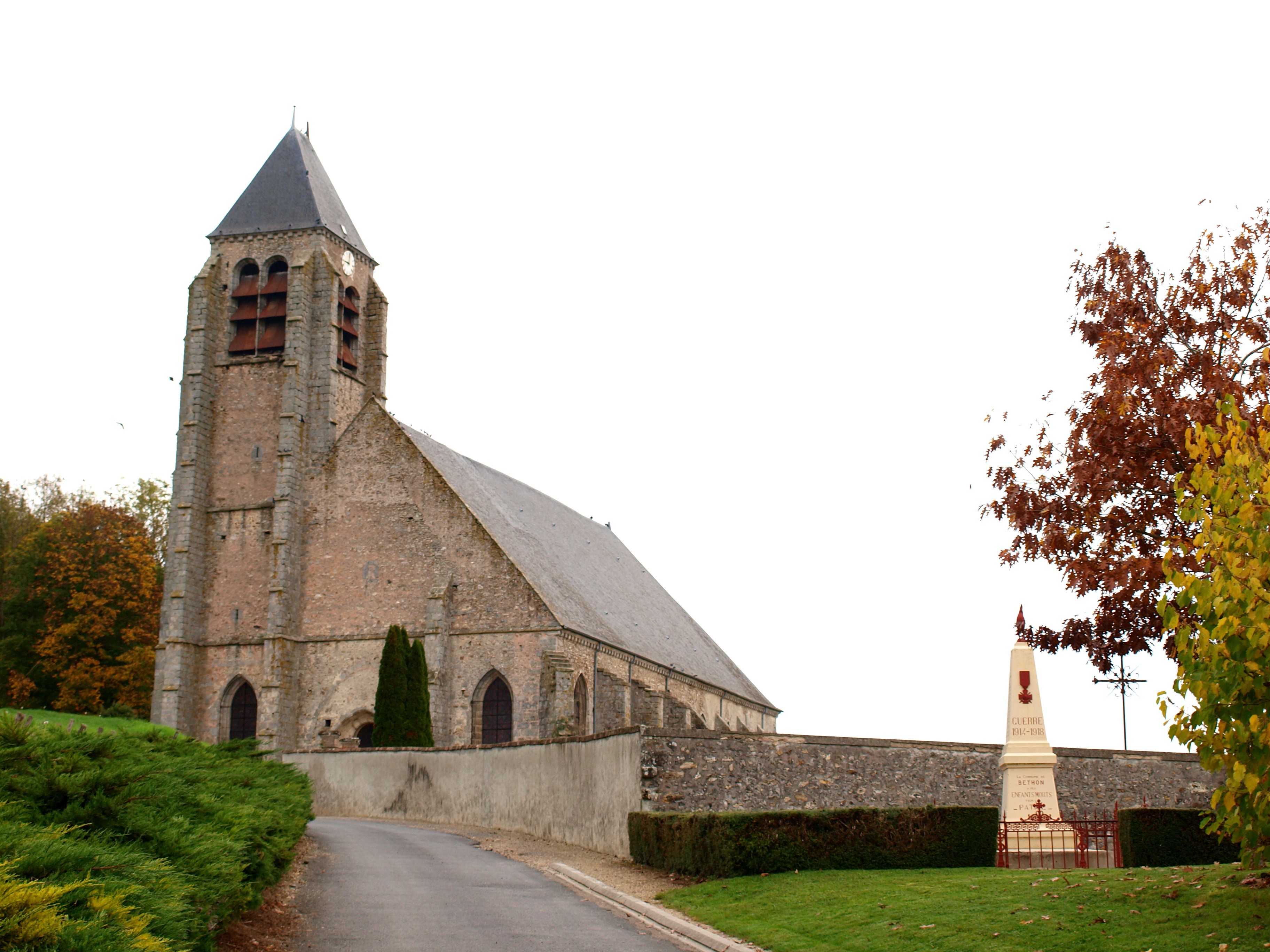
L'église Saint-Serein.
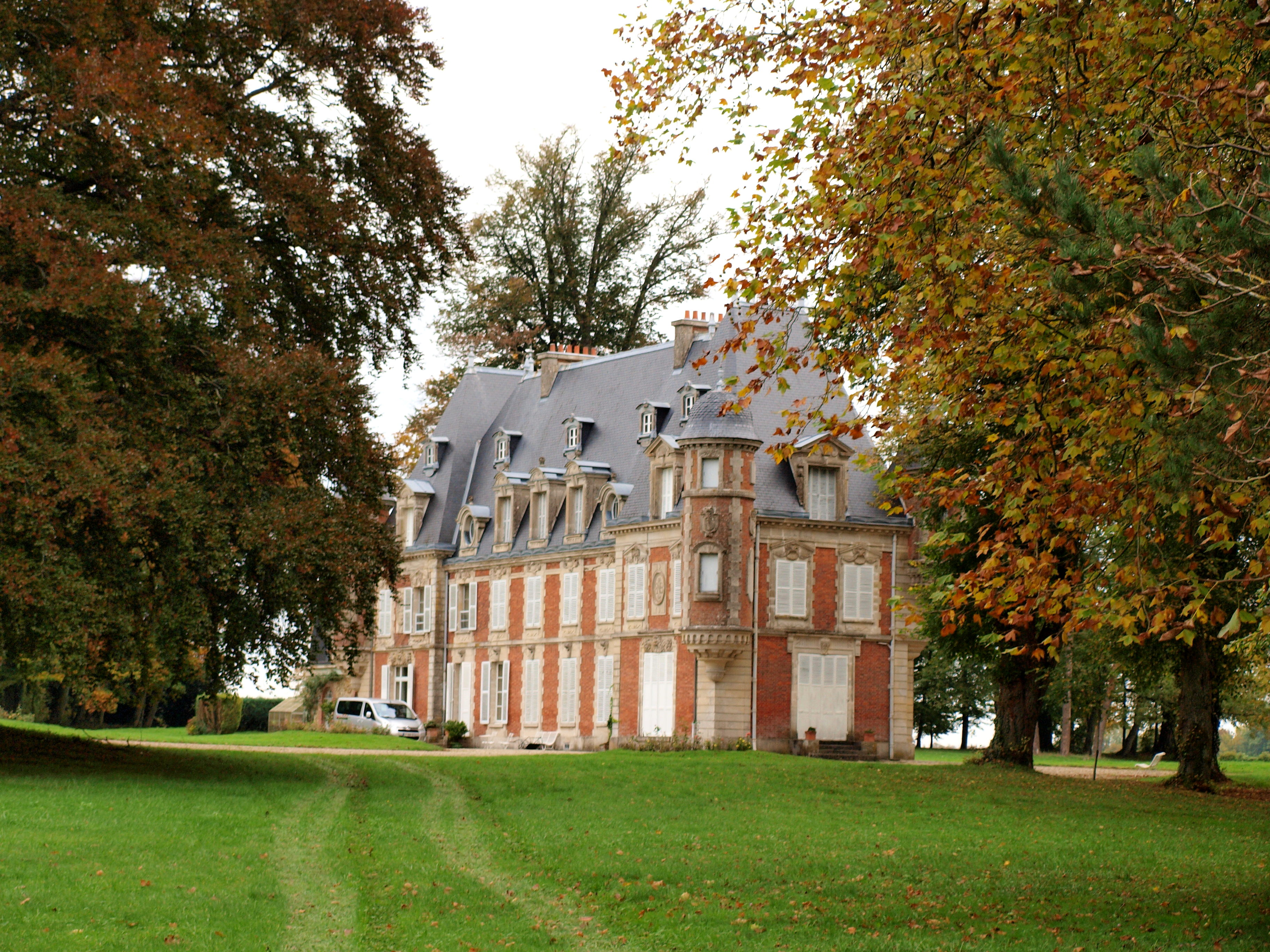
Le château.

### Légendes
- L'église de Saint-Serein fait apparaitre en permanence le chiffre 8 : des rangées de 8 piliers, des piliers à base octogonale… Pythagore disait que le chiffre 8 ordonne toute chose. Il est possible de trouver d'autres occurrences de chiffre. Quand l'église a-t-elle été construite ? La réponse apparait peut-être en partie dans le vitrail de la nativité, invisible à l’œil nu, mais avec des jumelles. D'autres indices parsèment le lieu.
- Une légende raconte que saint Serein fit jaillir une source pour guérir le Comte Boson.

### Personnalités liées à la commune
- David Petit est natif du village de Bethon. Il représente son village aux championnats du monde des Sapeurs Pompiers en 2004 à Sheffield (G.B). Il gagne en athlétisme le relais 4×400 m avec l'équipe de France et remporte la médaille de bronze sur 800 m. En 2006 il termine à Hong-Kong (Chine) 2e et 3e du 400 m et 800 m.[réf. nécessaire]